# Pantigliate
Pantigliate – miejscowość i gmina we Włoszech, w regionie Lombardia, w prowincji Mediolan.
Według danych na rok 2004 gminę zamieszkiwało 5037 osób, 1007,4 os./km².